# Salento (comarca)
El Salento es la comarca formada por la extremidad sudeste de la región italiana de Apulia. Es una sub-península de la península itálica, también conocida como el tacón de la bota italiana. Administrativamente comprende la totalidad de la provincia de Lecce y algunos municipios de las provincias de Bríndisi y Tarento. 
En la antigüedad, el Salento también fue conocido como Tierra de Otranto, Messapia y Calabria Salentina. Se considera capital del Salento a la ciudad de Lecce. Otras localidades importantes son Ótranto, Galípoli, Santa María de Leuca (estas tres ciudades constituyen los vértices de la "Provincia del Cabo", un triángulo geográfico que identifica la parte meridional del Bajo Salento), y Bríndisi.
Salento también es conocido por su danza tradicional Pizzica (it:Pizzica) que forma parte de la familia de la tarantela.

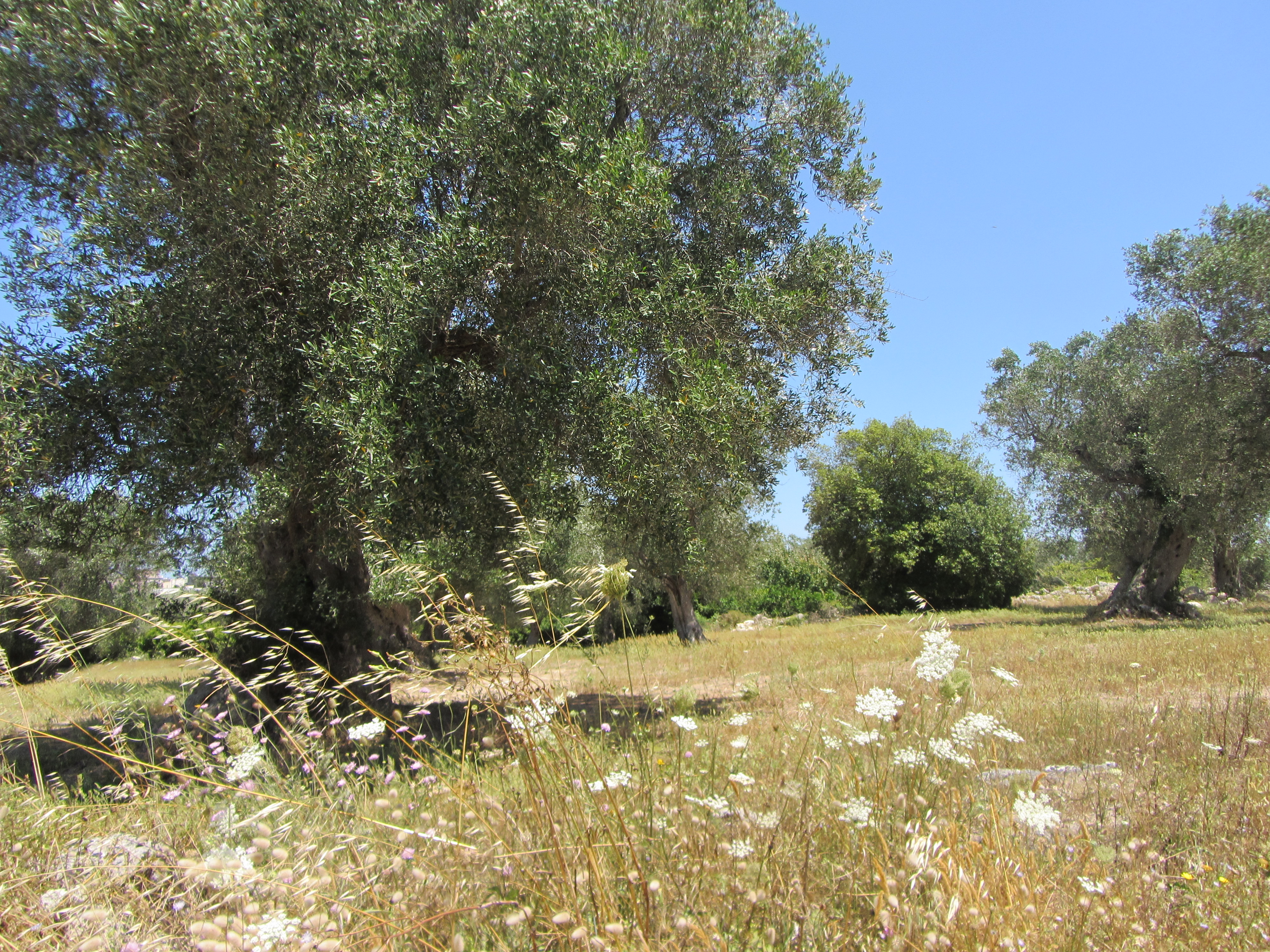
Olivos del Salento
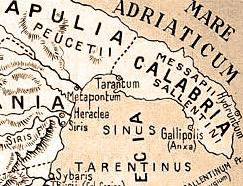
Antiguo Salento
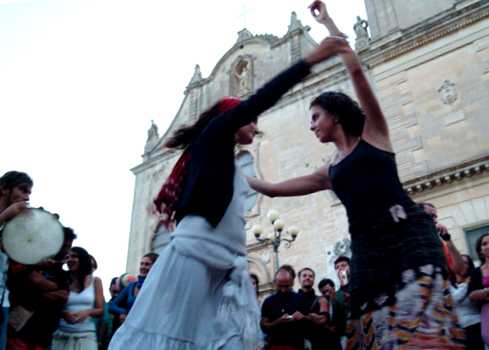
Baile de la Pizzica
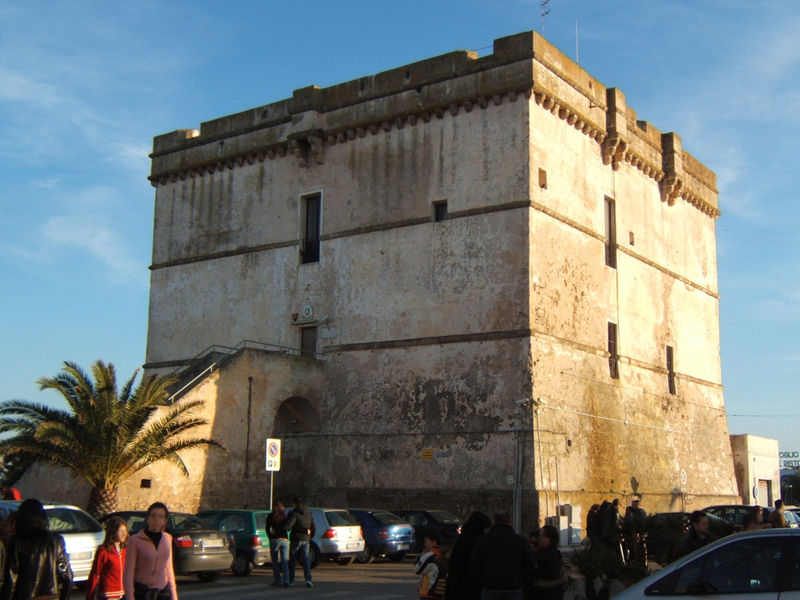
Porto Cesareo
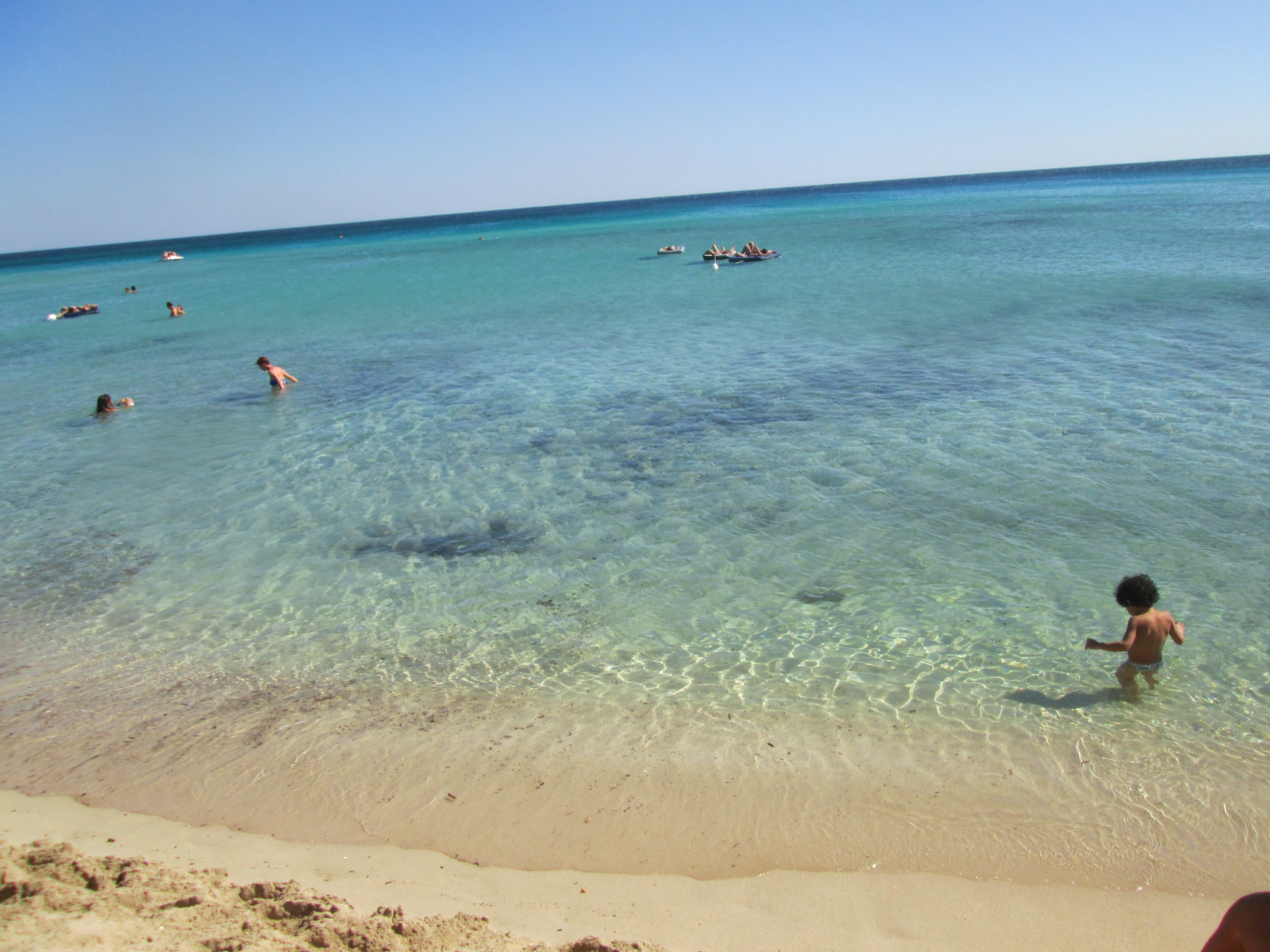
Punta Prosciutto, playa del Salento
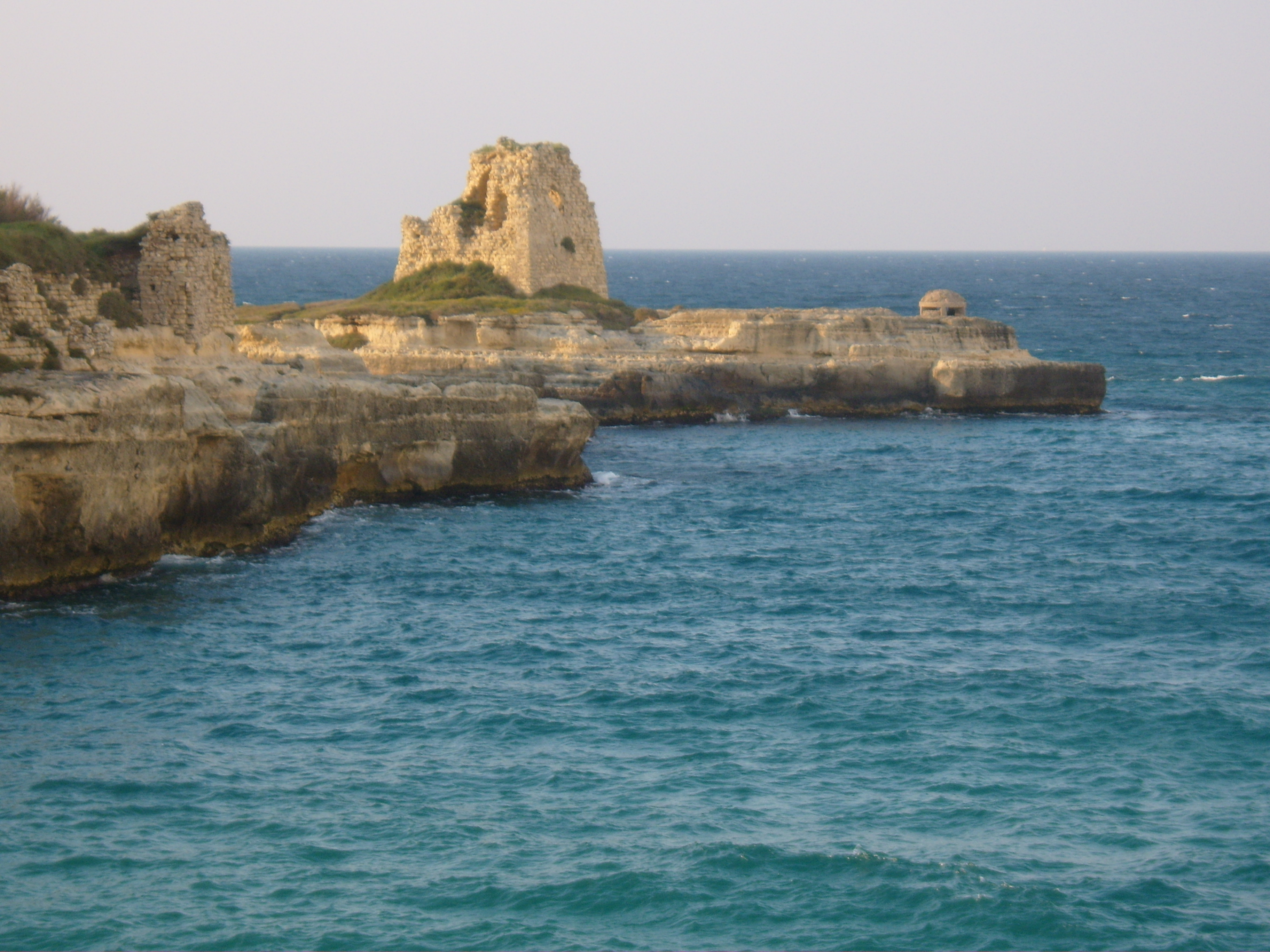
Roca Vecchia
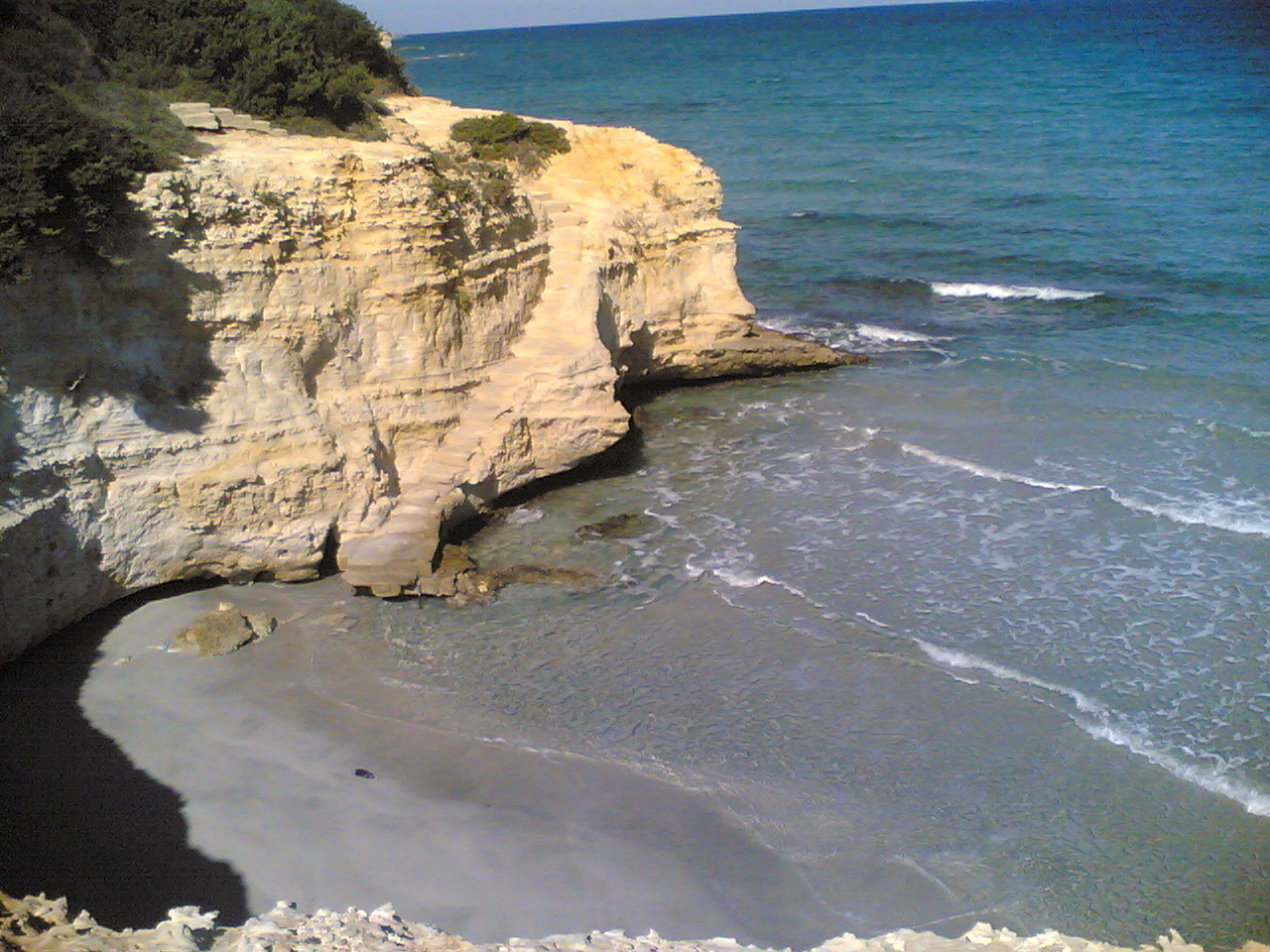
Conca Specchiulla
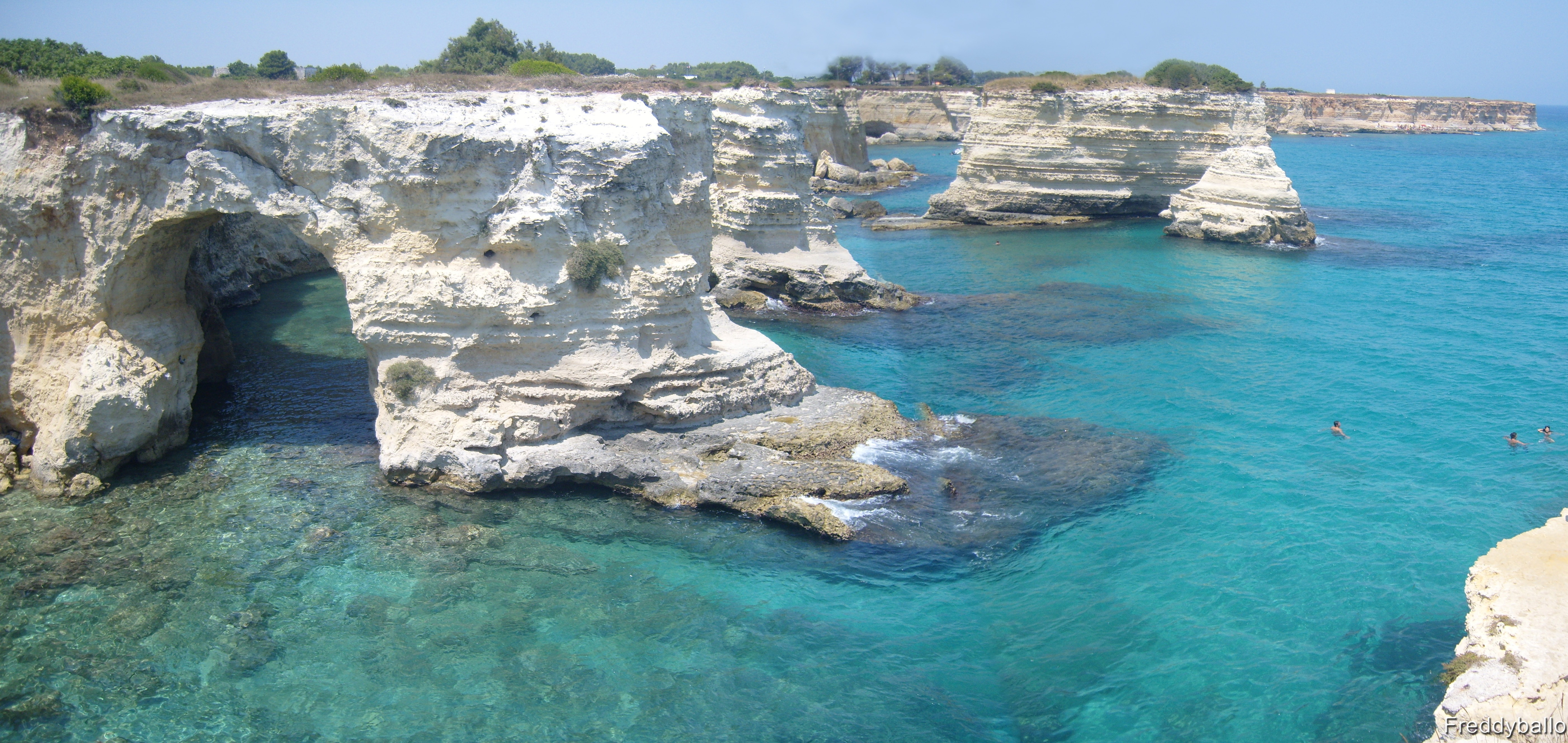
Torre Sant'Andrea
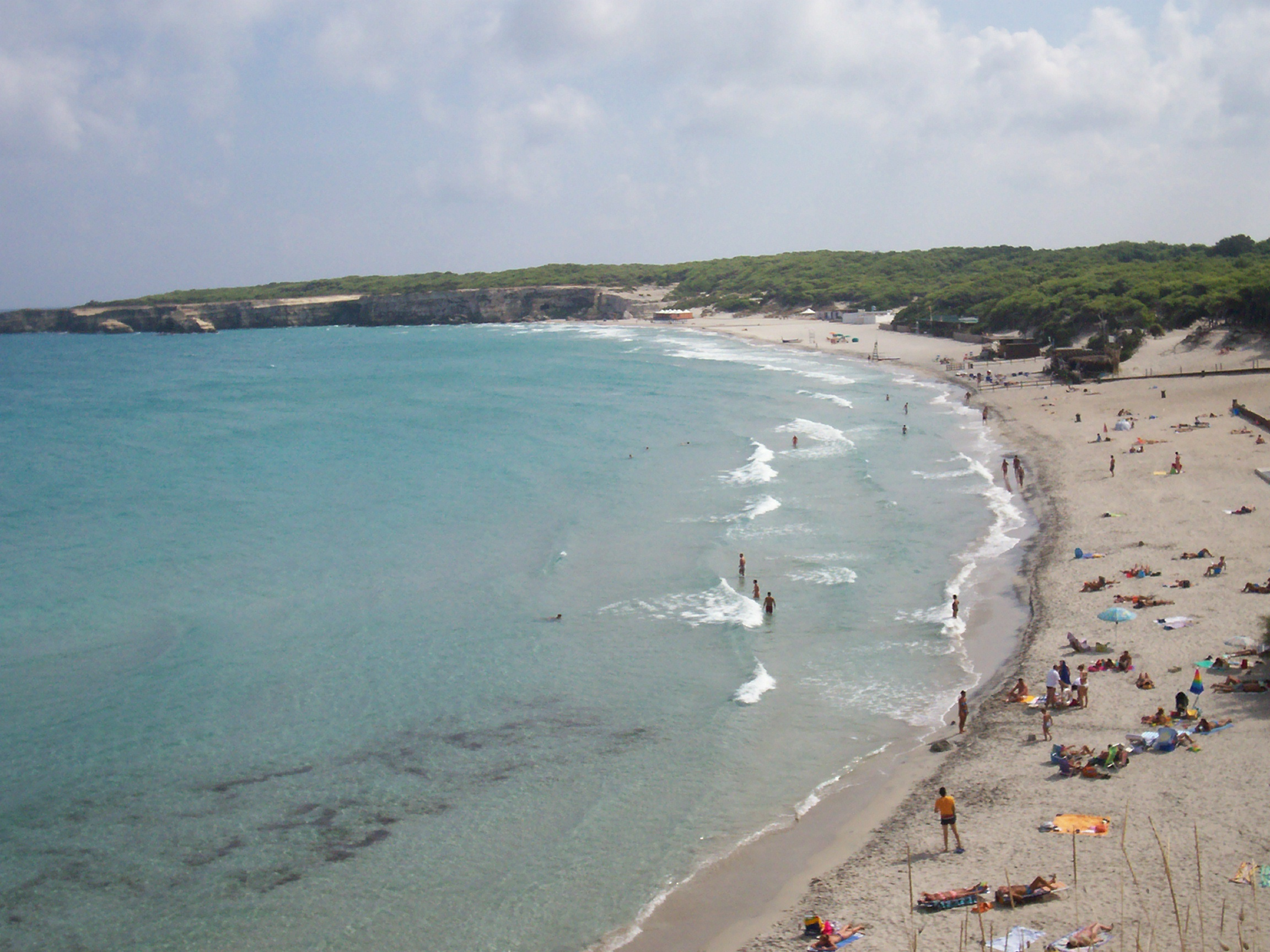
Torre dell'Orso